# Kościół Miłosierdzia Bożego w Stargardzie
Kościół Miłosierdzia Bożego w Stargardzie – rzymskokatolicki kościół parafialny należący do parafii Miłosierdzia Bożego w Stargardzie (dekanat Stargard Zachód, archidiecezji szczecińsko-kamieńskiej, metropolii szczecińsko-kamieńskiej). Erygowany w roku 1986. Położony jest na Osiedlu Zachód, jest największym nowym kościołem w Stargardzie wzniesionym po II wojnie światowej. Kościół może pomieścić 3 tysiące wiernych.

## Historia, wydarzenia, architektura kościoła
Geneza kościoła Miłosierdzia Bożego w Stargardzie przypada na połowę lat 70. Ówczesny dziekan stargardzki ks. prałat Edmund Malich i jego następca ks. mgr Mieczysław Tłamacz podejmowali starania u ówczesnych władz o pozwolenie na budowę kościoła na budowanym osiedlu XXX-lecia PRL (dziś zwanego osiedlem Zachód), którego inwestorem w latach 1975–1983 była Spółdzielnia Mieszkaniowa. Zgodę na budowę kościoła uzyskano w 1981 r. Wykopy pod budowę kościoła rozpoczęto 23 sierpnia 1983 r. 11 września 1983 r. podczas mszy świętej polowej ks. bp Stanisław Stefanek poświęcił teren budowy oraz postawiony wysoki krzyż. Po kilku dniach ruszyły prace budowlane dzięki usilnym staraniom ks. prałata Edmunda Malicha i jego następcy ks. Mieczysława Tłamacza oraz mieszkańców osiedla.

### Erygowanie kościoła, inne wydarzenia
31 grudnia 1986 r. nastąpiło erygowanie kościoła dekretem ks. bpa Kazimierza Majdańskiego. W kaplicy dolnego kościoła mszę świętą odprawił ks. bp Stanisław Stefanek, ogłosił powstanie kościoła i poświęcił wspomnianą kaplicę w budowanym kościele. Administratorem został proboszcz parafii pw. Ducha Świętego ks. Mieczysław Tłamacz. 1 marca 1987 r. umieszczono tabernakulum w kaplicy dolnej kościoła. 1 sierpnia 1989 r. został nominowany na stanowisko proboszcza ks. Zygmunt Zawitkowski.
1 października 1989 r. dokonano poświęcenia kaplicy dolnego kościoła. Mury kościoła wzniesiono do 1992 r. Następnie wzniesiono dach. W końcu roku 2000, kościół był w stanie zamkniętym. W 1991 r. zostały zamontowane na wieży trzy dzwony. W 1997 r., od niedzieli palmowej, w kościele górnym rozpoczęto sprawowanie liturgii. W latach 2000–2002 wnętrze kościoła zostało wyposażone w kolejne elementy. W 2004 r. powstał przy kościele chór Laudate Dominum biorący czynny udział w uroczystościach kościelnych. W latach 2005–2008 zamontowano promienisty krzyż. W kościele, po prawej stronie od ołtarza, znajduje się kaplica Matki Boskiej Nieustającej Pomocy, a zamontowane witraże przedstawiają winnicę, fatimski cud słońca oraz sceny z życia Chrystusa (kościół dolny).

### Konsekracja kościoła, wypadek pod Grenoble, inne wydarzenia
15 października 2006 r. ks. abp Zygmunt Kamiński w asyście biskupów pomocniczych: Jana Gałeckiego i Mariana Błażeja Kruszyłowicza dokonał konsekracji kościoła. W pierwszą rocznicę tego wydarzenia ks. arcybiskup poświęcił pięć konfesjonałów oraz tablicę pamiątkową – wotum wdzięczności Bogu za budowę i konsekrację świątyni. 7 lutego 2007 r. zmarł ksiądz kanonik Mieczysław Tłamacz, wieloletni proboszcz, od 31 grudnia 1986 r. do 1 sierpnia 1989 r. administrator kościoła Miłosierdzia Bożego. 22 lipca 2007 r. w okolicach Grenoble we Francji miała miejsce katastrofa autokaru, w którym uczestniczyło 26 osób z kościoła. 19 września 2009 odbyło się w kościele spotkanie z okazji Archidiecezjalnego Dnia Służby Liturgicznej. Uroczystościom przewodniczył ks. abp Andrzej Dzięga. 19 maja 2013 r. w uroczystość zesłania Ducha Świętego na mszy świętej został udzielony sakrament bierzmowania młodzieży, przez księdza biskupa Władysława Blina z Białorusi.

### Kaplica Matki Bożej Fatimskiej Cierpiącej, inne wydarzenia

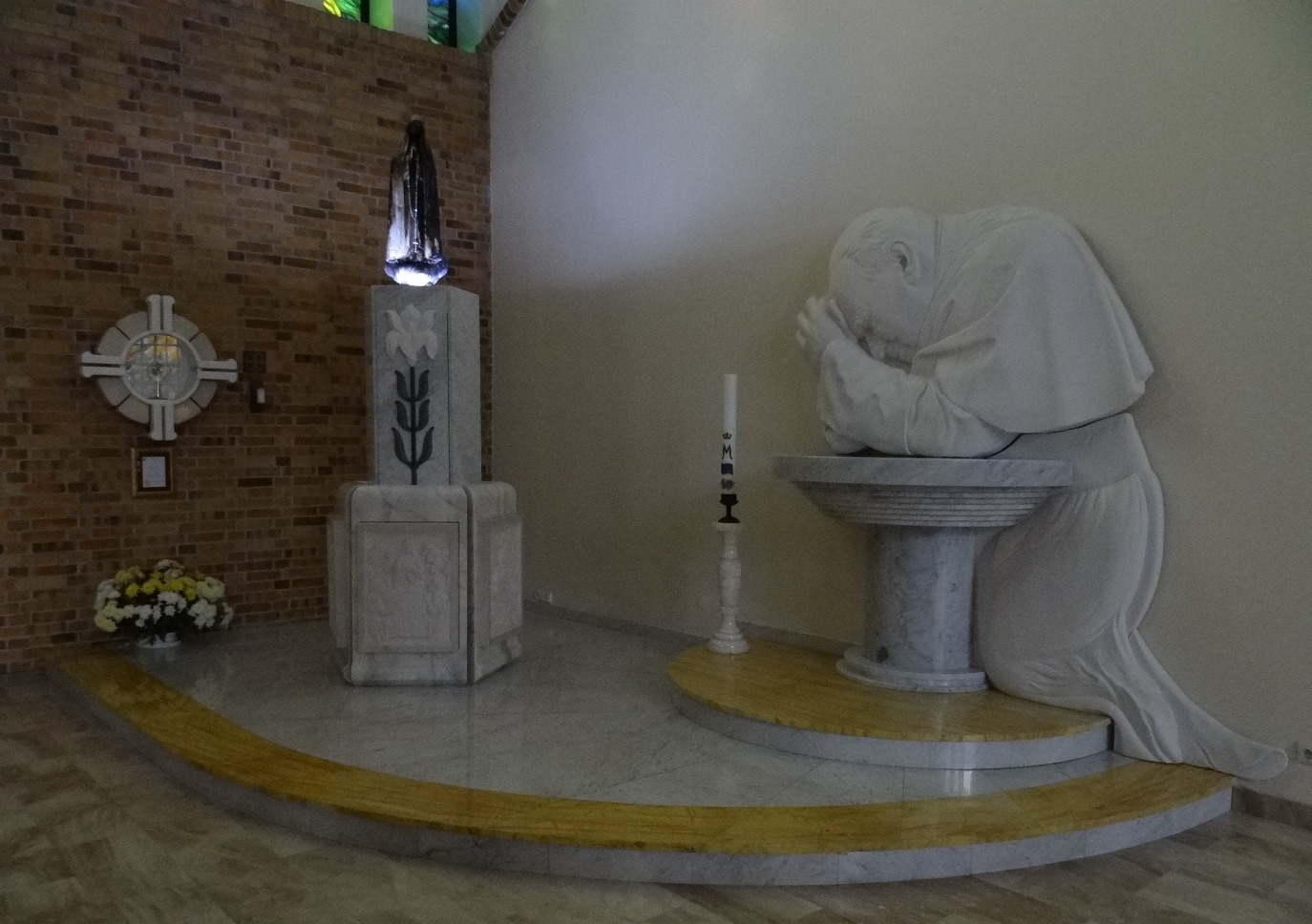
Kaplica Matki Bożej Fatimskiej

15 września 2020 odbyła się uroczystość koronacyjna figury Fatimskiej Matki Bożej Cierpiącej pod przewodnictwem arcybiskupa metropolity szczecińsko-kamieńskiego Andrzeja Dzięgi. 15 października 2020, po 32 latach posługi w parafii, kościoła Miłosierdzia Bożego na osiedlu Zachód, odszedł na emeryturę ks. dziekan Zygmunt Zawitkowski, którego zastąpił ks. kan. Janusz Szczepaniak, oficjalne przekazanie odbyło się 18 października 2020 podczas mszy świętej. 31 grudnia 2021 r. pod przewodnictwem proboszcza odbyła się uroczystość 35-lecia istnienia kościoła pw. Miłosierdzia Bożego w Stargardzie. Z dniem 3 stycznia 2025 r. ks. kan. proboszcz Janusz Szczepaniak dekretem arcybiskupa Wiesława Śmigla został skierowany do nowej Rady Kapłańskiej Archidiecezji szczecińsko-kamieńskiej. 7 stycznia 2025 r. w kościele Miłosierdzia Bożego odbyło się spotkanie Bożonarodzeniowe arcybiskupa metropolity szczecińsko-kamieńskiego Wiesława Śmigla z duszpasterzami Dekanatu Stargard Zachód.

## Proboszczowie
- ks. Mieczysław Tłamacz – administrator (31.12.1986-01.08.1989)
- ks. prałat Zygmunt Zawitkowski – (01.08.1989-15.10.2020)
- ks. kanonik Janusz Szczepaniak – (od 15.10.2020)